# معركة داثن
كانت معركة داثن معركة صغيرة من الحروب البيزنطية المسلمة بين جيش الخلافة الراشدة والحلفاء المسيحيين من الامبراطورية البيزنطية في 13هـ. لكن أصبحت مشهورة جدا في الأدب في تلك الفترة. تعجيل المعركة كان بسبب الغارات العربية حول غزة. القائد البيزنطي سرجيوس جهز جيشا صغيرا نحو 300 جندي. قادهم من قاعدته في قيسارية إلى جوار غزة (نحو 125 كيلو متر) ضد القوة المسلمة التي لا تقل عن ألف جندي بقيادة يزيد بن أبي سفيان. واجتمعت القوى المعارضة في قرية داثن في 4 فبراير، 634 م. وليس بعيدا من قطاع غزة، هزم البيزنطيون، وهزمت القوات وقتل سرجيوس.
أحتفل اليهود المحليين بانتصار المسلمين، الذين كانوا أقلية مضطهدة داخل الإمبراطورية الرومانية.